# Nuoto ai Giochi della XIV Olimpiade - Staffetta 4x200 metri stile libero maschile
La competizione della staffetta 4x200 metri stile libero maschili di nuoto dei Giochi della XIV Olimpiade si è svolta nei giorni 2 e 3 agosto 1948 alla Empire Pool a Londra.

## Risultati

### Batterie
Si sono disputate il 2 agosto. Le primi tre di ogni serie e le due migliori escluse alla finale.
| Pos. | Nazione     | Atleti                                                                   | Tempo   |
| ---- | ----------- | ------------------------------------------------------------------------ | ------- |
| 1    | Ungheria    | Elemér Szathmáry György Mitró Imre Nyéki Géza Kádas                      | 8'53"6  |
| 2    | Stati Uniti | Robert Gibe William Dudley Edwin Gilbert Eugene Rogers                   | 8'55"9  |
| 3    | Argentina   | José Durañona Juan Garay Alfredo Yantorno Augusto Cantón                 | 9'16"9  |
| 4    | Brasile     | Sérgio Rodrigues Willy Otto Jordan Rolf Kestener Aram Boghossian         | 9'19"9  |
| 5    | Spagna      | Jesús Domínguez Manuel Guerra Isidoro Martínez-Vela Isidoro Pérez        | 9'28"3  |
| 6    | Pakistan    | Anwar Aziz Chaudhry Iftikhar Ahmed Shah Jaffar Ali Shah Sultan Karim Ali | 12'25"8 |
| -    | Bermuda     | Walter Bardgett Derek Oatway Robert Cook Philip Tribley                  | DQ      |

| Pos. | Nazione       | Atleti                                                          | Tempo   |
| ---- | ------------- | --------------------------------------------------------------- | ------- |
| 1    | Francia       | Joseph Bernardo René Cornu Henri Padou Jr. Alex Jany            | 9'08"8  |
| 2    | Jugoslavia    | Vanja Illić Ciril Pelhan Janko Puhar Branko Vidović             | 9'12"4  |
| 3    | Svezia        | Martin Lundén Per-Olof Östrand Olle Johansson Per-Olof Olsson   | 9'12"9  |
| 4    | Messico       | Ramón Bravo Angel Maldonado Apolonio Castillo Alberto Isaac     | 9'23"4  |
| 5    | Gran Bretagna | Frank Roy Botham Jack Hale Norman Wainwright John Holt          | 9'26"6  |
| 6    | Canada        | Douglas Gibson Eric Jubb Allen Gilchrist Peter Salmon           | 9'43"2  |
| 7    | Egitto        | Ali Ahmed Bagdadi Ahmed Kandil Taha El-Gamal Abdel Aziz Khalifa | 10'25"0 |

### Finale
Si è disputata il 3 agosto. 
| Pos.    | Nazione     | Atleti                                                           | Tempo  |
| ------- | ----------- | ---------------------------------------------------------------- | ------ |
| Oro     | Stati Uniti | Walter Ris James McLane Wally Wolf William Smith                 | 8'46"0 |
| Argento | Ungheria    | Elemér Szathmáry György Mitró Imre Nyéki Géza Kádas              | 8'48"4 |
| Bronzo  | Francia     | Joseph Bernardo René Cornu Henri Padou Jr. Alex Jany             | 9'08"0 |
| 4       | Svezia      | Martin Lundén Per-Olof Östrand Olle Johansson Per-Olof Olsson    | 9'09"1 |
| 5       | Jugoslavia  | Vanja Illić Ciril Pelhan Janko Puhar Branko Vidović              | 9'14"0 |
| 6       | Argentina   | Horacio White José Durañona Juan Garay Alfredo Yantorno          | 9'19"2 |
| 7       | Messico     | Ramón Bravo Angel Maldonado Apolonio Castillo Alberto Isaac      | 9'20"2 |
| 8       | Brasile     | Sérgio Rodrigues Willy Otto Jordan Rolf Kestener Aram Boghossian | 9'31"0 |